# Okazuya
 (septembre 2023).
La mise en forme du texte ne suit pas les recommandations de Wikipédia : il faut le « wikifier ».
Les points d'amélioration suivants sont les cas les plus fréquents. Le détail des points à revoir est peut-être précisé sur la page de discussion.
- Les titres sont pré-formatés par le logiciel. Ils ne sont ni en capitales, ni en gras.
- Le texte ne doit pas être écrit en capitales (les noms de famille non plus), ni en gras, ni en italique, ni en « petit »…
- Le gras n'est utilisé que pour surligner le titre de l'article dans l'introduction, une seule fois.
- L'italique est rarement utilisé : mots en langue étrangère, titres d'œuvres, noms de bateaux, etc.
- Les citations ne sont pas en italique mais en corps de texte normal. Elles sont entourées par des guillemets français : « et ».
- Les listes à puces sont à éviter, des paragraphes rédigés étant largement préférés. Les tableaux sont à réserver à la présentation de données structurées (résultats, etc.).
- Les appels de note de bas de page (petits chiffres en exposant, introduits par l'outil «  Source ») sont à placer entre la fin de phrase et le point final[comme ça].
- Les liens internes (vers d'autres articles de Wikipédia) sont à choisir avec parcimonie. Créez des liens vers des articles approfondissant le sujet. Les termes génériques sans rapport avec le sujet sont à éviter, ainsi que les répétitions de liens vers un même terme.
- Les liens externes sont à placer uniquement dans une section « Liens externes », à la fin de l'article. Ces liens sont à choisir avec parcimonie suivant les règles définies. Si un lien sert de source à l'article, son insertion dans le texte est à faire par les notes de bas de page.
- La présentation des références doit suivre les conventions bibliographiques. Il est recommandé d'utiliser les modèles {{Ouvrage}}, {{Chapitre}}, {{Article}}, {{Lien web}} et/ou {{Bibliographie}}. Le mode d'édition visuel peut mettre en forme automatiquement les références.
- Insérer une infobox (cadre d'informations à droite) n'est pas obligatoire pour parachever la mise en page.

Pour une aide détaillée, merci de consulter Aide:Wikification.
Si vous pensez que ces points ont été résolus, vous pouvez retirer ce bandeau et améliorer la mise en forme d'un autre article.
 (septembre 2023).

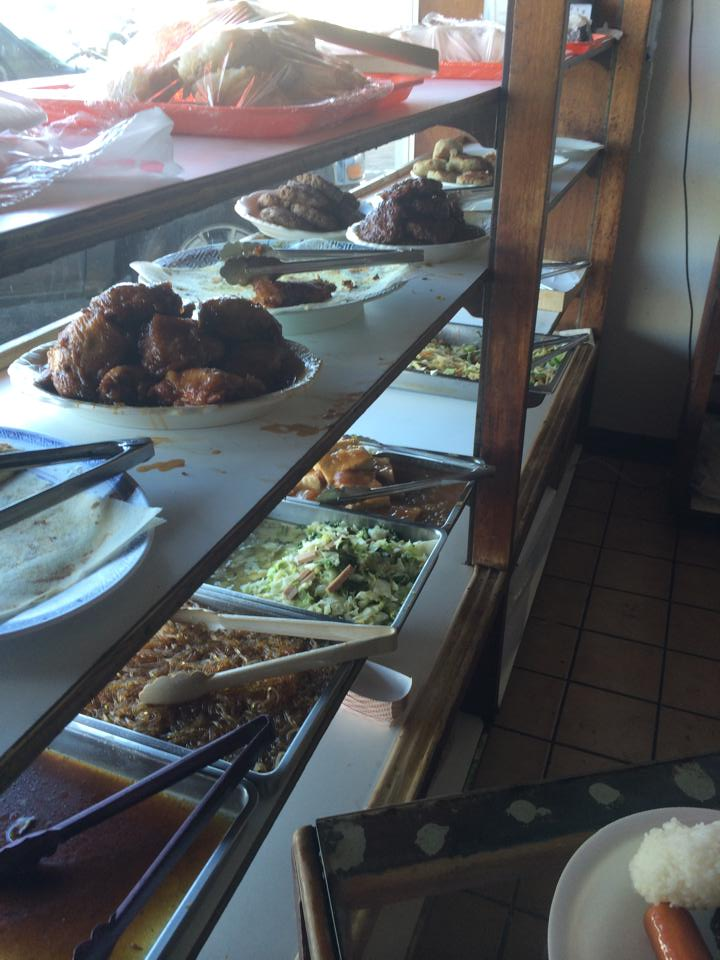
Vitrine d'offres d'okazu.

Les okazu-ya (御菜屋 ou おかずや) ou okazuya à Hawaï sont souvent appelés « épicerie fine » japonaise. Contrairement aux épiceries fines occidentales que l'on trouve en Amérique du Nord ou en Europe, un okazuya est un établissement qui vend des plats cuisinés de style japonais. Okazu fait référence à un plat d'accompagnement pour accompagner le riz, tandis que ya fait référence à un établissement de vente au détail,,.
À Hawaï, un okazuya propose une gamme d'okazu, des produits alimentaires vendus à la carte, souvent à la pièce, et peuvent être combinés pour créer un repas. Cependant, de nombreux plats peuvent également être proposés sous forme de bento prêts à emporter,. Il est souvent considéré comme le précurseur de l'assiette déjeuner,.

## Histoire
L’idée de l’ okazuya est le résultat de l’immigration japonaise à la fin des années 1800. Beaucoup sont venus à Hawaï pour travailler comme ouvriers contractuels dans les plantations fruitières et sucrières. Pendant que les hommes travaillaient dans les champs des plantations, les femmes effectuaient des travaux ménagers comme la cuisine. Ces femmes vendaient éventuellement leur nourriture à d'autres travailleurs des plantations avant le début de leur journée de travail pour gagner un revenu supplémentaire,. Ces établissements étaient essentiels dans la vie quotidienne des immigrants, particulièrement pour les nombreux célibataires qui n'avaient ni les ressources ni les connaissances nécessaires pour cuisiner eux-mêmes,. Bien que les okazuya locaux tirent leur nom et leurs recettes du Japon, ils sont toujours considérés comme très hawaïens. La plupart des okazuya qui existent aujourd'hui ont été créés par des Okinawaiens qui ont pris leur retraite du travail dans les plantations dans les années 1940.
Beaucoup de ces okazuya sont des magasins de plats à emporter autonomes ou rattachés à une autre entreprise familiale comme une épicerie de quartier, mais quelques-uns ont une salle à manger ou un restaurant attenant. okazuya plus anciens sont généralement restés une entreprise familiale transmise de génération en génération. Par conséquent, les défis posés par les établissements multigénérationnels ont contraint de nombreuses personnes à fermer leurs portes lorsque les membres de leur famille choisissent d'autres carrières,. Une grande partie du travail est effectuée manuellement, ce qui nécessite 18 heures par jour,. Chacune des principales îles hawaïennes possède un okazuya. Oahu comptait jusqu'à quarante-deux okazuya en 2000, mais ce nombre a diminué de moitié en 2022. Le plus ancien okazuya existant à Oahu est celui de Sekiya qui a été ouvert en 1935. L'un des plus anciens d'Hawaï était le Nagasako Okazu-ya Deli à Lahaina, Maui, ouvert au début des années 1900 avant d'être détruit lors des incendies de forêt de 2023 à Hawaï,.

## Plats d'okazu

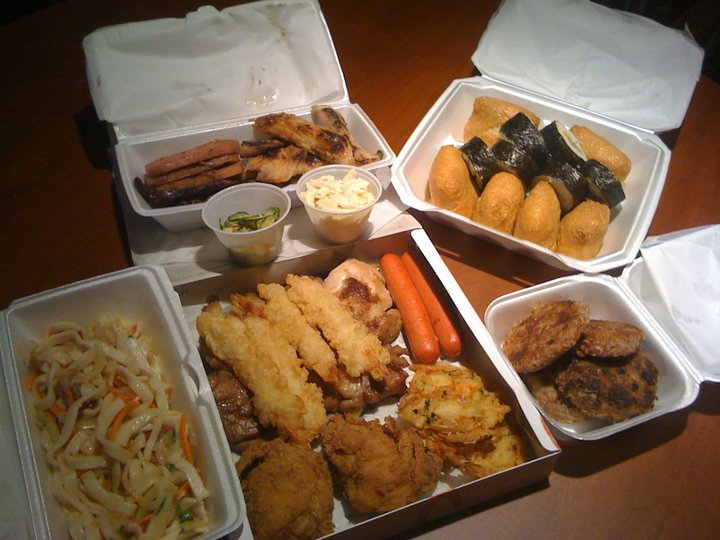
Divers articles standards en okazu.

De nombreux propriétaires et ouvriers okazuya commencent généralement très tôt le matin pour préparer une douzaine d' okazu avant d'ouvrir le magasin aux clients avant le début de la journée de travail,. En conséquence, plusieurs plats sont généralement vendus à température ambiante, même si quelques okazuya se sont modernisés avec des équipements tels que des chauffe-plats . Ces plats sont souvent exposés sur la devanture de la fenêtre ou sur le comptoir (parfois sans prix) pour que les clients puissent les voir,,. Très peu restent ouverts après midi, afin de préparer le lendemain. De nombreux okazuya plus anciens proposent des plats traditionnels et similaires avec seulement une douzaine d'offres okazu . Pourtant, les ingrédients et la préparation de okazu peuvent varier considérablement d'un okazuya à l'autre. Dans un magasin, le « poulet frit » peut être constitué de cuisses de poulet désossées et panées, tandis qu'un autre utilise des ailes de poulet avec os et panko .
Comme son nom l'indique, okazu sont des aliments typiquement salés et/ou sucrés et qui se dégustent mieux avec du riz. Plusieurs de ces plats sont issus de la cuisine fusion, adaptée aux ingrédients et aux goûts de l'époque. Le chow fun de style Okazuya contient moins d'ingrédients que le chow fun trouvé dans les restaurants chinois et constitue une substitution courante à l'onigiri (riz). Un « hachis de pommes de terre » (ou « galette de hachage »), contenant parfois de petites quantités de corned-beef en conserve, est décrit comme des croquettes de pommes de terre poêlées sans chapelure panko . Le plat d'Okinawa, rafute est une poitrine de porc mijotée dans shōyu (sauce soja) sucrée avec du sucre. Ce concept populaire a été appliqué à des plats comme le poulet et les hot-dogs qui étaient largement disponibles et abordables, maintenant connus aujourd'hui respectivement sous le nom de « poulet shoyu » et « hot-dog shoyu ». Tamagoyaki incluent souvent du SPAM, des hot-dogs ou des fishcakes.
De nos jours, plusieurs okazuya ont inclus dans leur offre des plats fusion locaux-japonais modernes tels que le « poulet katsu », le « poulet furikake », le « poulet à l'ail » et des aliments non japonais tels que les sautés chinois, notamment le chow mein, Adobo philippin, kalbi coréen et steak américain.

## Voir également
- Bento – Japanese iteration of a single-portion takeout or home-packed meal
- Okazu – Japanese food side dish